# Ludovico Barra

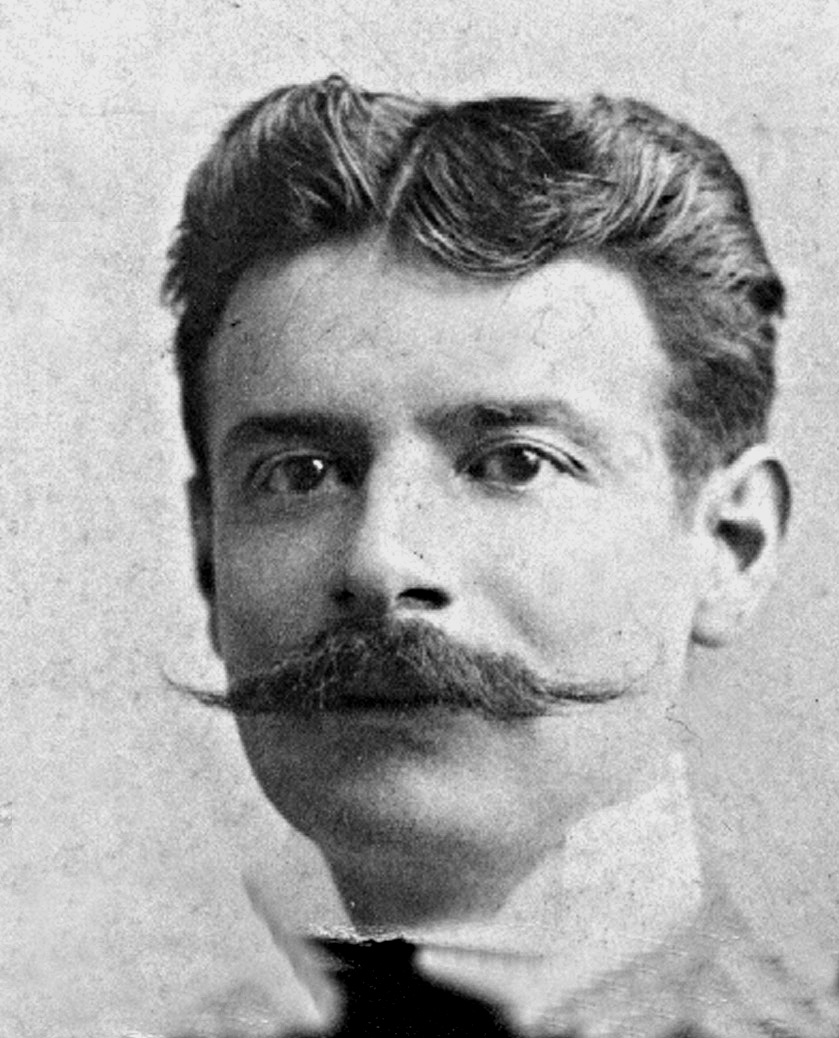
El profesor Ludovico Barra Espinoza (1874-1964).

Ludovico Barra Espinoza (Molina, VII Región del Maule, Chile, 30 de abril de 1874-Valdivia, XIV Región de Los Ríos, Chile, 3 de junio de 1964) fue un maestro de educación primaria, escritor, funcionario público; considerado el periodista más antiguo del sur de Chile.

## Antecedentes personales
Fue hijo de los agricultores José Manuel Barra y María del Carmen Espinoza. Realizó sus estudios secundarios en el Liceo de Hombres de Molina, trasladándose más tarde a iniciar los superiores en la Escuela Normal Superior José Abelardo Núñez, en Santiago. Obtuvo su título de profesor de educación primaria urbana, y fue enviado a servir en el Liceo de Valparaíso. En 1898 se le destinó a la Escuela Normal "Camilo Henríquez" de Valdivia, en calidad de profesor fundador; ejerció su profesión dictando las asignaturas de caligrafía y trabajos manuales, al tiempo que sus inquietudes literarias lo llevaron a redactar columnas en los periódicos valdivianos "El Correo de Valdivia" y "El Progreso".

## Raigambre definitiva: formación de su hogar
Habían transcurrido tan solo tres años desde su arribo a Valdivia, cuando Ludovico Barra decidió contraer matrimonio el 27 de julio de 1901 con la distinguida vecina Laura Rosas Carlini, hija de Ruperto Rosas Rodríguez y de Lindana Carlini Asenjo. En Laura Rosas confluían las estirpes de las más aristocráticas prosapias de la comarca; entre sus parientes paternos se contaba nada menos que el propio Padre del Periodismo chileno, fray Camilo Henríquez; por parte de la madre, en tanto, descendía directamente de dos ilustres valdivianos: uno de ellos fue Alonso de Pinilla y Grájera, maestre de campo general, caballero de la orden militar de Santiago y gobernador de Valdivia (1690-1696), y el segundo, el cronista Pedro de Usauro Martínez de Bernabé.
De este matrimonio nacieron seis hijos, cuatro de los cuales dejaron descendencia que se mantiene hasta hoy: Aída (1903-1992), Washington (1906-1972), Lautaro (1909-1969), Lucía 1912 - 2015, Franklin (1914-1946) y Gabriela (1922-2000).

## Personalidad multifacética
Ludovico Barra fue un hombre de carácter afable, gran conversador, jovial, alegre; contaba con una extraordinaria capacidad para desempeñar los más variados empleos, sin perder jamás su proverbial vitalidad. Estas características de su temple le permitieron granjearse la más leal amistad de muchos valdivianos, abriéndole las puertas a distintas oportunidades laborales.
Adhirió apasionadamente al Partido Liberal, donde cumplió labores como secretario comunal; también fue secretario de la Cámara de Comercio de Valdivia, entre los años 1914 y 1941; miembro del directorio de la Sociedad Protectora de Empleados de Comercio; vocal de la Junta Comunal de Educación. En 1907 había ocupado el cargo de juez del 2º distrito de Valdivia. Además, fue secretario de la intendencia provincial de Valdivia (1901-1916), cabiéndole varias veces la ocasión de subrogar al intendente de turno en su ausencia.

## El periodista
No obstante su ingente cúmulo de actividades societarias, la más gravitante en la vida de Ludovico Barra fue el periodismo. Su marco de acción lo constituyó la vida cotidiana de Valdivia, sus costumbres, su historia, sus anécdotas; todo suceso que para otros no pasaba de ser un instante aislado, para este maestro adquiría un relieve sorprendente. Captaba hasta los detalles más insignificantes, para luego trasuntarlos en artículos amenos y cargados de una innata chispa. Su seudónimo, Martín Guaraca, hacía converger las miradas del incrédulo, del escéptico y del ciudadano común y corriente.
El Correo de Valdivia fue su segundo hogar. El equipo editorial de este periódico lo tuvo en tan alta estima, que a la muerte de Ludovico Barra, le dedicó un sentido homenaje, en el cual podía leerse el siguiente comentario apologético:

"Fue un ciudadano ilustre al servicio de la vida pública de la ciudad que quiso. Su figura siempre abrió perspectivas mejores a cuanta reunión o fiesta social supo de su presencia. Resultó un eminente depositario de las esperanzas de una ciudad que afloraba buscando un futuro y junto a la nobleza de las causas mejores, formó fila, esgrimiendo su pluma..."
"El Correo de Valdivia", edición del 4 de junio de 1964.

## Los últimos años del maestro
Barra nunca dejó de colaborar con sus escritos para "El Correo de Valdivia", ni aun hallándose enfermo. Solo una avanzada ceguera lo imposibilitó finalmente de continuar transcribiendo al papel sus sensaciones. Sin embargo, su reciedumbre moral lo espoleaba para conservar su entereza en todo momento, como se puede advertir en sus propias palabras:

"Tomo la vida como hoja al viento y la afronto como se presenta... Recordando el pensamiento de Pascal: no sé quién me colocado en el mundo, ni lo que soy yo mismo. Todo lo que conozco es que he de morir un día u otro, pero lo que ignoro sobre todo es esa misma muerte, que no podré evitar".
"El Correo de Valdivia", edición del 4 de junio de 1964.

- Datos: Q5982479